# Işıklı, Sarıveliler
Işıklı là một xã thuộc huyện Sarıveliler, tỉnh Karaman, Thổ Nhĩ Kỳ. Dân số thời điểm năm 2011 là 117 người.